# سعد هايل السرور
سعد هايل السرور وزير أردني سابق شغل منصب مستشار الملك عبدالله الثاني بن الحسين لشؤون العشائر.

## نشأته ودراسته
مواليد عام 1947 في مدينة المفرق/ام الجمال, حصل على البكالريوس في الهندسة المدنية عام 1970 من جامعة الرياض في المملكة العربية السعودية.

## عمله والمناصب التي استلمها
1. عمل مهندسا في أمانة العاصمة عمان عام 1974.[4]
2. عمل في المملكة العربية السعودية من عام 1974 إلى عام 1981.[4]
3. عين عضوا في المجلس الوطني الاستشاري الأردني من عام 1982 إلى عام 1984.[4]
4. عين عضوا في مجلس الأعيان من عام 1984 إلى عام 1989.[4]
5. انتخب في مجلس النواب الأردني الحادي عشر عام 1989.[4]
6. عين وزيرا للمياه والري في عام 1991.[4]
7. عين وزريرا للأشغال في عام 1993.[4]
8. انتخب عضو في مجلس النواب الأردني الثاني عشر عام 1993.[4]
9. انتخب رئيسا لمجلس النواب الأردني لمدة اربع دورات.
10. انتخب عضوا مجلس النواب الأردني الثالث عشر عام 1997.[4]
11. انتخب عضوا مجلس النواب الأردني الرابع عشر عام 2003.[4]
12. انتخب عضوا مجلس النواب الأردني الخامس عشر عام 2007.[4]
13. عين نائب رئيس الوزراء وزير الداخلية في حكومة دولة الرئيس سمير زيد الرفاعي الثانية بتاريخ 24 نوفمبر 2010.[5]
14. نائبا لرئيس الوزراء ووزيرا للداخلية في حكومة معروف البخيت الثانية
15. تم تعيينه مستشارا لجلالة الملك عبد الله الثاني بن الحسين لشؤون العشائر عام 2019. [6]

## العضويات في منظمات المجتمع المدني
- عضو لجنة الميثاق الوطني.
- رئيس الهيئة الإدارية لنادي الحسين/المفرق.
- عضو مجلس أمناء جامعة اليرموك.
- عضو مجلس إدارة سوق عمان المركزي.
- عضو مجلس إدارة صندوق التنمية والتشغيل.
- عضو مجلس إدارة المنظمة التعاونية.[7]